# Erebophasma subvittata
Erebophasma subvittata är en fjärilsart som beskrevs av Corti 1928. Erebophasma subvittata ingår i släktet Erebophasma och familjen nattflyn. Inga underarter finns listade i Catalogue of Life.